# Georg Lange (Mediziner)
Georg Lange (* 4. Juni 1883 in Neustadt in Westpreußen; † 23. März 1970 in West-Berlin) war ein deutscher Chirurg und Röntgenologe.

## Werdegang
Lange erhielt seine Approbation 1909. Später war er dirigierender Arzt der chirurgischen und Röntgenabteilung des städtischen Kaiser- und Kaiserin-Friedrich-Kinderkrankenhauses in Berlin.
Lange hatte als Mitarbeiter von Themistocles Gluck und Johannes Soerensen Anteil an der Entwicklung der Kehlkopfchirurgie.

## Ehrungen
- 1952: Verdienstkreuz (Steckkreuz) der Bundesrepublik Deutschland

## Schriften
- Über die Bildung von Infarktnarben. Wiesbaden: Bergmann 1910 (Aus: Frankfurter Zeitschrift für Pathologie Bd. 6, H. 2) zugl. Berlin, Med. Diss. v. 10. Dez. 1910, Ref. Orth
- (mit August Lindemann und H. Frenzel): Die Chirurgie des Gesichts, der Mundhöhle und der Luftwege. Berlin; Wien: Urban & Schwarzenberg 1941